# Caso Massie

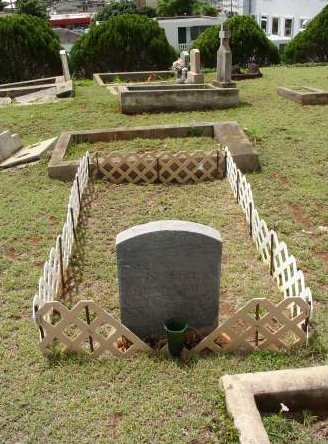
Tumba de Joseph Kahahawai Jr., en el Cementerio Puea de Kalihi, Honolulu

El proceso Massie, dentro los sucesos conocidos como el caso Massie, fue un procedimiento penal desarrollado en el año 1932 en Honolulu (Hawái). La pieza principal del caso fue la acusación de asesinato formulada contra Grace Hubbard Fortescue y sus tres cómplices, por la muerte del conocido boxeador profesional local Joseph Kahahawai. 
Previamente, la hija de Grace Fortescue, Thalia Massie (de cuyo apellido toma nombre el caso), había presentado cargos contra Kahahawai (muy probablemente de forma injustificada), acusándolo de formar parte del grupo de hombres que la habían violado. El asesinato fue el resultado de la venganza de Grace Fortescue, de su yerno el teniente Massie y de sus dos cómplices sobre Kahahawai, que había sido absuelto junto con sus compañeros en el juicio por violación, posteriormente conocido como el caso Ala Moana.
Durante el proceso, la acusación de asesinato se convirtió en homicidio, y la condena de 10 años de cárcel para Grace Forstecue, su yerno y los dos marinos cómplices del asesinato, bajo la presión de la Marina, fue conmutada por el Gobernador Territorial Lawrence M. Judd a "una hora de servicio en su despacho". Los cuatro abandonaron días después las islas en un barco.
Investigaciones posteriores han reforzado las sospechas de que el desenlace del caso de asesinato estuvo condicionado por circunstancias políticas y raciales.

## Trasfondo

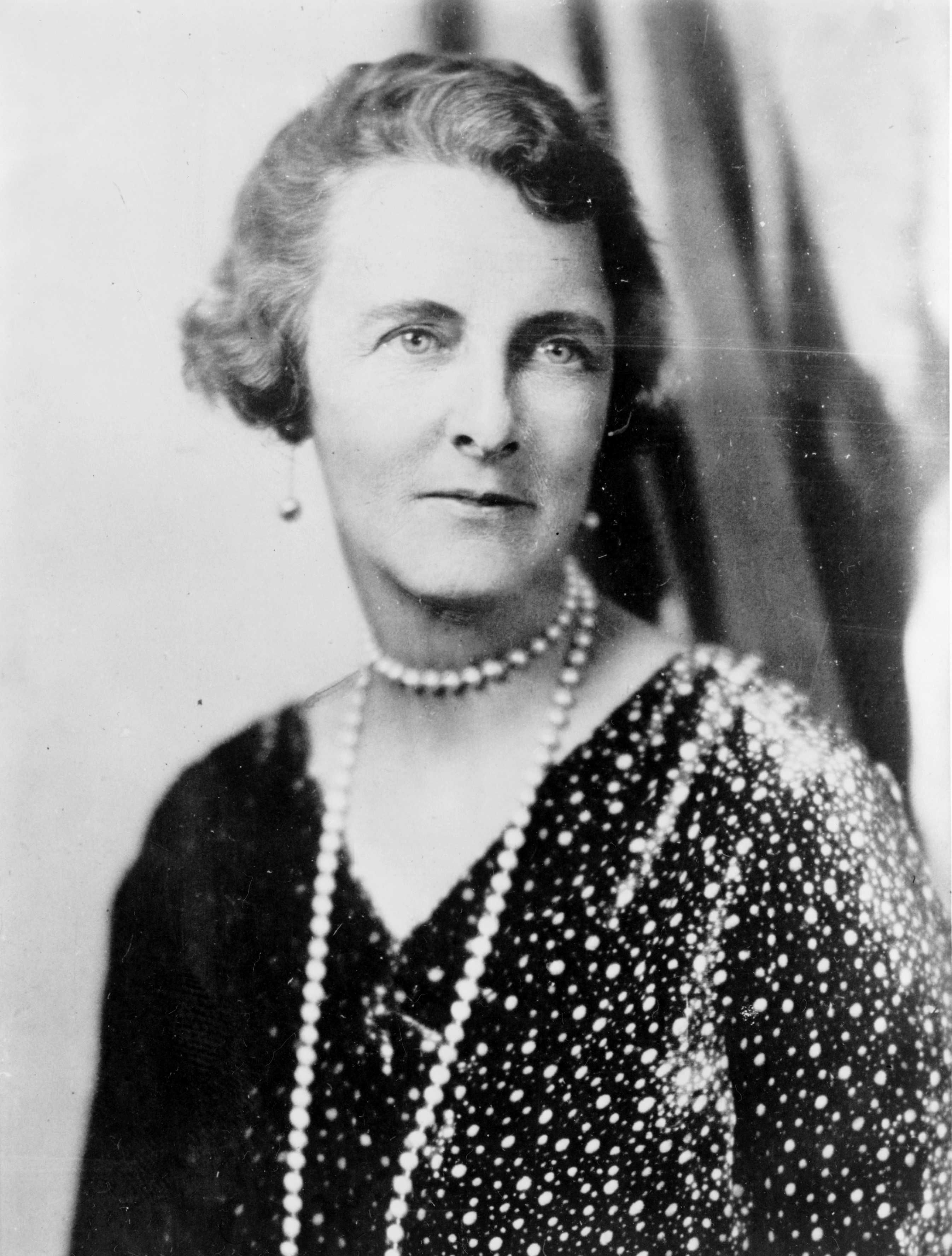
Retrato de Grace Hubbard Fortescue.

Grace Hubbard Fortescue (de soltera, Grace Hubbard Bell), era nieta de Gardiner Greene Hubbard, el primer presidente de la National Geographic Society. Su padre, el empresario Charles John Bell, era primo hermano del inventor Alexander Graham Bell.
Su matrimonio con el mayor Granville "Rolly" Fortescue, un hijo bastardo de Robert Roosevelt, no le reportó una situación financiera tan desahogada como hubiera deseado, pero sin embargo le permitió mantener las apariencias, y crio a su hija Thalia con el estilo de vida propio de la clase alta estadounidense.
Su hija, Thalia Fortescue, se casó con el teniente Thomas Massie, un oficial en ascenso de la Armada de los Estados Unidos. En 1930, Massie se encontraba destinado en Pearl Harbor, donde Thalia se consideraba "por encima" del resto de las esposas de los oficiales, y pronto se convirtió en una marginada. El matrimonio, que desde el principio no fue precisamente un éxito, degeneró en el consumo excesivo de alcohol y peleas públicas.
El 12 de septiembre de 1931, la pareja asistió a una fiesta de la Armada en el Ala Wai Inn, un club nocturno de Waikiki. Thalia mantuvo una disputa que terminó cuando abofeteó a un oficial y luego salió corriendo del local. Su marido, el teniente Massie, no habiendo presenciado el incidente, asumió que estaba cansada y se había ido a casa. Ella afirmó haber caminado hacia el Waikiki Park, una sala de baile a unos cientos de metros del club nocturno, en la que también había baile esa noche. Normalmente, cerraba a las 11:45 horas, pero terminó unos diez minutos más tarde.
En algún momento entre las 12:20 y las 12:45 am, Thalia fue recogida por un automóvil que conducía por la carretera Ala Moana, entonces una calzada relativamente apartada que conectaba Waikiki y Honolulu. Los dos matrimonios que lo ocupaban la habían reconocido del club. Según su testimonio, les dijo que varios hombres hawaianos la habían asaltado y robado (no dijo nada de violación). Rechazó buscar a la policía y pidió que la llevaran a casa, a donde llegaron sobre la 1:00 am. El conductor no conocía la carretera y habían perdido algo de tiempo. Thomas aun no había llegado y ella no tenía las llaves, así que tuvo que romper la puerta trasera para entrar.

## Territorio de Hawai contra Ben Ahakuelo y otros
En el club nocturno, se suponía que el baile terminaría a medianoche, pero los anfitriones no detuvieron a la orquesta hasta la una. Finalmente, Massie trató de llamar a su esposa para asegurarse de que había llegado bien a casa, y después de varias llamadas, Thalia finalmente respondió, pero diciéndole que regresara de inmediato porque le había pasado algo terrible. Massie regresó a casa y su esposa le contó que, mientras caminaba hacia su casa, había sido asaltada por varios hombres. Ignorando las objeciones de Thalia, Massie llamó de inmediato a la policía, que llegó para tomar su declaración. Inicialmente, no podía proporcionar ningún detalle, afirmando que estaba demasiado oscuro para identificar a alguno de los hombres o para ver cualquier detalle del automóvil del que salieron.
Varias horas después la historia cambió. Ahora, Thalia no solo describió a los asaltantes como "locales", sino que le dio a la policía el número de una matrícula. En cuestión de horas la policía detuvo a un joven de origen japonés, Horace Ida. Ida no estaba del todo sorprendido al principio, ya que solo unas pocas horas antes había estado involucrado en un amago de colisión mientras conducía el automóvil de su hermana. Aunque no hubo daños, se desató una discusión con el otro conductor y su esposa, y uno de sus amigos, el boxeador Joseph Kahahawai, abofeteó a la mujer. Cuando fue llevado a la comisaría de policía, no se le presentaron cargos por el altercado, y en su lugar descubrió consternado que estaba siendo acusado de violación.
A primera vista, la historia parecía estar bien fundada. La matrícula del automóvil facilitada por Thalia solo fallaba en un dígito y su descripción de los hombres, Ida y sus amigos, era bastante precisa. Sin embargo, más tarde se supo que la policía en realidad "le dio" ambas informaciones cuando se tomó la declaración de Thalia, aparentemente después de escuchar el nombre y la descripción de la queja inicial presentada por la mujer conductora. El escritor Charles A. Riccio Jr. ofrece el siguiente relato del incidente que involucraba a Horace Ida:

Horace Ida, un joven japonés, había tomado prestado el automóvil de dos años de antigüedad de su hermana y había asistido a un luau [fiesta tradicional hawaiana] acompañado por sus amigos Joe Kahahawai, Benny Ahakuelo, David Takai y Henry Chang. Alrededor de las 12:30 am, Horace había sugerido que dieran una vuelta esa noche, y acompañado de sus amigos, subieron al automóvil y dejaron el luau.

Cuando pasaron por una intersección en el centro de Honolulu, Horace casi chocó con un automóvil que venía en la dirección opuesta. No llegó a haber contacto entre los dos coches, pero ambos conductores se detuvieron y empezaron a discutir entre todos los detalles de la ley de vehículos motorizados de Hawai.
Los ocupantes del otro coche eran el señor y la señora Peeples. La señora Peeples estaba expresando su opinión sobre las habilidades como conductor de Horace Ida, cuando "Big Joe" Kahahawai (de más de 1,80 m de estatura) la detuvo y la golpeó en la cara. La señora Peeples no se acobardó, y le devolvió el golpe. ¡Apretó el puño, lo levantó, y para sorpresa de Big Joe, le golpeó en la boca! El incidente estaba a punto de convertirse en una riña de feria, aunque finalmente prevalecieron las cabezas más frías, y los Peeples se dirigieron a la comisaría de policía para denunciar el incidente.
Allí, la señora Peeples dio la matrícula del coche de Horace Ida, 58-895, y la policía emitió un boletín con todos los detalles del automóvil y de sus ocupantes. Casi al mismo tiempo, la policía se enteró de la violación en el parque de Ala Moana, por lo que fue fácil que los agentes asumieran que los ocupantes del automóvil de Ida eran los responsables del asalto a Thalia Massie.
Horace Ida y sus amigos fueron finalmente localizados gracias a la matrícula del automóvil, siendo llevados a la comisaría de policía ante Thalia, quien no pudo identificar a Horace Ida, que llevaba una chaqueta de cuero marrón cuando lo vio. Cuando se le preguntó el número de matrícula del automóvil de los asaltantes, no lo recordó, pero luego escuchó en la comisaría que se hablaba de la placa número 58-895 en una de las emisiones.

Al día siguiente, en un interrogatorio adicional, la historia de Thalia comenzó a cambiar. Ahora "recordaba" que uno de sus asaltantes llevaba una chaqueta de cuero marrón y que la matrícula del automóvil de los asaltantes era 58-805 (solo un dígito era diferente del número de la placa del coche de Horace Ida). Para la policía, el caso contra Horace Ida y sus amigos comenzó a verse más reforzado. Los cinco hombres insistieron en que no formaban parte de ningún asalto a una sola mujer blanca que caminaba por la oscuridad de John Ena Road. Explicaron sus movimientos en la noche en detalle, pero la policía no fue persuadida. Los cinco jóvenes fueron acusados de violación y agresión.

El Contralmirante Yates Stirling, Jr., Comandante del 14º Distrito Naval de la Marina de los EE. UU. (que incluía las islas), indicó que su primer impulso cuando se enteró de la noticia fue el de linchar a los agresores acusados, pero que se debía dar a "las autoridades la oportunidad de cumplir la ley y no interferir".: 245  En las noticias impresas a medida que se desarrollaba el caso, los periódicos locales se referían a los hombres como "matones", "degenerados" y "demonios", mientras que Thalia fue descrita como "una mujer blanca refinada y culta".
A medida que se desarrollaba el caso, aparecieron inmediatamente grietas en la historia. Para haber agredido a Thalia, un hecho que hasta el momento ni siquiera había sido probado que se hubiera producido, hubiera sido extremadamente difícil haber estado también involucrados en un accidente casi al mismo tiempo en la ciudad. Pronto se presentaron testigos que informaron haber visto a Thalia seguida por un hombre blanco solo unos minutos antes de que se produjera el presunto asalto. Esta información nunca se presentó en el juicio iniciado a continuación, ni tampoco el hecho de que la policía pudo pasar información a Thalía. La propia policía se dividió en el caso: muchos de los detectives eran locales que vieron que el caso era una farsa, y cuando se les negó el acceso a la sala del tribunal, comenzaron a hablar directamente con la prensa.
Riccio continúa con el relato:

Mientras los buenos ciudadanos de Honolulu esperaban a que se iniciara el juicio, comenzaron a surgir rumores que se extendían por la ciudad. Hubo quienes susurraron que Thalia no había sido violada en absoluto. Se dijo que estaba teniendo una relación ilícita con uno de los cinco sospechosos de los muchachos de la playa, y que se dirigía a una cita con él, cuando lo encontró en compañía de cuatro amigos borrachos.

También se especuló que Thalia estaba teniendo una aventura con uno de los compañeros de su marido. Cuando este llegó a casa después de la fiesta, por lo que decían los rumores, encontró a su esposa y a su amigo en 'delito flagrante' y fue Thomas Massie quien golpeó a su esposa y le rompió la mandíbula.

Grace Fortescue, enfurecida por las historias y lo que le parecía un intento de mancillar el nombre de su hija y de su familia, inició una campaña pública para atacar a los acusados. Al almirante Stirling le preocupaba que si la historia llegaba al continente se interpretaría como si no tuviera el control de la situación. Mientras el juicio continuaba, se pudo mantener la historia fuera de la órbita de la prensa del continente, pero se presionó a los tribunales para que se produjera un rápido y concluyente desenlace del proceso para aplacar a una Armada enfurecida.
Sin embargo, en la corte el caso se vino abajo rápidamente. Después de un juicio de tres semanas y una larga deliberación del jurado, sus miembros se declararon sin argumentos, y se declaró un juicio nulo.

## Territorio de Hawai contra Grace Fortescue y otros

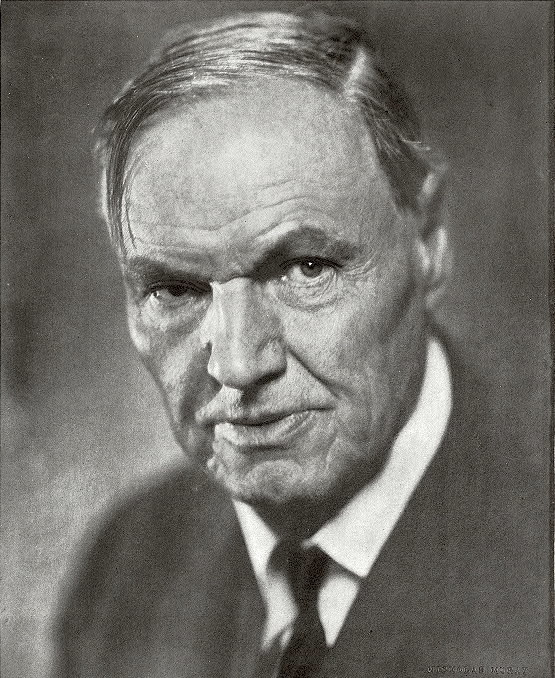
El abogado Clarence Darrow.

Grace Fortescue no estaba dispuesta a esperar otro juicio. En primer lugar, organizó el secuestro y la brutal paliza propinada a Horace Ida.
Luego, convenció a su yerno Thomas Massie para que secuestrara a Joseph Kahahawai, el que tenía la piel más oscura de los cinco acusados, con la ayuda de Albert O. Jones y Edward J. Lord, dos hombres alistados en la Marina. Kahahawai fue sometido a un "interrogatorio", ya que Fortescue, Thomas Massie y sus dos cómplices intentaron arrancarle una confesión, pero finalmente, uno de los cuatro disparó a Kahahawai.
Discutiendo qué hacer, finalmente decidieron dejar el cuerpo de Kahahawai en Koko Head, por entonces una zona desolada lejos del área urbana de Honolulu. Aunque se acabase encontrando el cuerpo, les parecía poco probable que le importara a alguien. Envolvieron a Kahahawai en una sábana y lo pusieron en el automóvil alquilado de Fortescue, bajando las persianas para ocultar el interior. Un motociclista policial, alertado del secuestro, vio las persianas bajadas y lo consideró sospechoso. Los detuvo, descubrió el cuerpo de Kahahawai e inmediatamente arrestó a los cuatro por sospecha de asesinato.
Esta vez la historia ya no podía mantenerse en secreto. La prensa del continente pronto comenzó a imprimir relatos, en los que se escribía que en Hawái "los caminos atraviesan junglas y en esos lugares remotos, bandas de nativos degenerados esperan a las mujeres blancas que conducen". El hecho de que los hombres no hubieran sido condenados por la presunta violación, solo demostró a la prensa continental que Hawái era un semillero de odio racial contra los blancos, no que fueran inocentes. La propia Grace Fortescue había proclamado que el crimen era realmente insustancial. Mientras tanto, las tensiones en Hawái estaban a punto de estallar en una revuelta racial.
Clarence Darrow, quizás el abogado más famoso de su época, decidió asumir la defensa de los cuatro acusados de asesinato por una suma de 30.000 dólares. Darrow, ya retirado, fue convencido para llevar el caso por Eva Stotesbury (esposa de Edward T. Stotesbury), una vieja amiga de la familia.
En el juicio, Thalia intentó presentarse como una víctima inocente. Esto se vino abajo cuando el fiscal, John Kelley, jugó con sus sentimientos de superioridad. Thalia se enfureció, arrancó un pedazo de una prueba y se bajó de la tribuna. Aunque este comportamiento pareció ser una victoria de la fiscalía, los asistentes a la sala del tribunal prorrumpieron en aplausos apoyando la actitud de la joven.
El jurado emitió un veredicto de homicidio en lugar de asesinato. Las tensiones raciales eran tan altas, que todos esperaban otro jurado sin resolución. La prensa continental se incendió con más historias y la situación en Hawái se hizo más tensa. El almirante Stirling consideró aplicar la ley marcial si comenzaban los disturbios, ya que había pensado en imponerla desde el principio.
Después de una serie de maniobras diplomáticas entre Washington D. C. y Honolulu, se evitó la ley marcial. En cambio, bajo la presión de la Armada, el Gobernador Territorial Lawrence M. Judd conmutó las condenas de 10 años de los asesinos convictos, reducidas a "pasar una hora en su despacho". Días más tarde, todo el grupo, incluidos Thomas y Thalia Massie, los otros dos hombres de la Armada, Grace Fortescue y su abogado Clarence Darrow, abordaron un barco y abandonaron la isla en un ambiente caótico.
Thalia y Thomas Massie se divorciarían en 1934; ella se suicidó en 1963; y él murió en 1987. Su suegra, Grace Hubbard Fortescue, murió en 1979. En cuanto a los dos marineros implicados, Albert Jones murió el 23 de septiembre de 1966, y Edward Lord murió en 1967. En 1966, mientras era entrevistado por el escritor Peter Van Slingerland, Albert Jones admitió que fue él quien disparó a Joseph Kahahawai.: 318 

## Investigación de Pinkerton del caso "Ala Moana"
Aunque el testigo principal de la fiscalía, Thalia Massie, había abandonado el Territorio y no pudo ser obligada a regresar a declarar, los cuatro acusados supervivientes del caso Ala Moana no pudieron ser exonerados de inmediato. Como escribió Peter Van Slingland, "El Congreso, la Armada y la opinión pública del continente no permitirían que se retirasen los cargos sin una buena razón". Antes de la posterior desestimación de los cargos, el gobernador Judd contrató a la Agencia Nacional de Detectives Pinkerton para investigar el caso más a fondo y revisar las pruebas. La Agencia Pinkerton respondió con un informe de 279 páginas cuestionando las acusaciones,: 318 , en el que la carta de presentación decía:

Un análisis de los informes de nuestros representantes, junto con los informes y las declaraciones de la oficina del Fiscal General, la oficina del Fiscal Público y el Departamento de Policía, y también el testimonio en el juicio de los acusados, hace imposible escapar a la convicción de que el secuestro y el asalto de Thalia Massie no fueron causados por los acusados, en las circunstancias concomitantes alegadas por la propia señora Massie.: 8 

## En la cultura popular
En febrero de 1986, la cadena CBS emitió una miniserie de cuatro horas producida por Lorimar Television titulada "Sangre y Orquídeas", escrita para televisión por Norman Katkov, quien basó el guion en su propia novela del mismo título. Aunque Katkov afirmó que había basado su novela y el guion en el Caso Massie, en realidad solo tienen un parecido superficial con los hechos. Katkov cambió todos los nombres de los personajes principales y agregó otros personajes para los que no se puede encontrar una relación histórica (en particular, el Capitán de la Policía Curtis Maddox, supuestamente el único oficial de la policía que investigó el asunto). La historia de Katkov también se aleja significativamente de los acontecimientos reales en muchos aspectos, como hacer que el asesinato de Kahahawai parezca un crimen pasional, y culpar al teniente Massie y no a Grace Fortescue.
La novela de Max Allan Collins de 1996, Damned in Paradise, sigue los hechos del caso más de cerca que el libro de Katkov. Formando parte de su serie de relatos de ficción detectivesca sobre la época de la Gran Depresión, Damned in Paradise presenta a Heller como el investigador personal de Clarence Darrow después de que el afamado abogado se avenga a representar al teniente Massie, a Grace Fortescue, y a los otros acusados del asesinato de Kahahawai. Collins también incluye representaciones ficticias de figuras históricas como John Jardine, uno de los detectives reales de la policía de Honolulu que investigaron el caso, y de Chang Apana, la inspiración en la vida real de Charlie Chan, que todavía era un detective en servicio activo en la Policía de Hawái en la época del Caso Massie (aunque no existe ningún registro oficial que sugiera que Chang fuera realmente uno de los oficiales de la investigación). Como suele ser el caso en la serie de Heller, Collins ofrece una solución alternativa en cuanto a quien podría haber sido el responsable de la violación de Thalia Massie.
En su epílogo de Damned in Paradise, Collins sugiere que la novela de Robert Traver de 1958, Anatomía de un asesinato, se inspiró ligeramente en el caso Massie. Este relato gira en torno a un oficial del ejército que asesina al presunto violador de su esposa, y al juicio posterior derivado del asesinato, con el escenario de Honolulu sustituido por la península superior de Míchigan, y el oficial de la Marina cambiado por un oficial del Ejército. Sin embargo, en 1952, el propio Traver defendió a un oficial del Ejército acusado del asesinato del presunto atacante de su esposa y, a pesar de los paralelismos con el incidente de Massie, es más probable que este fuera el caso del cual Traver derivó su trama.
El caso fue revisado en 2016 por la serie Investigation Discovery A Crime to Remember (Temporada 4 Episodio 4, "Paradise Lost").
En 2016, el podcast Offshore de Honolulu Civil Beat y PRX, cubrió el Caso Massie en su episodio 4, "Un pasado siniestro".

## Juicio simulado en 2006
Durante la convención de la Asociación de Colegios de Abogados de Estados Unidos en el Hawai'i Convention Center de Honolulu, el 3 de agosto de 2006, el Vicegobernador Duke Aiona actuó como juez en el juicio simulado del Caso Massie, utilizando una copia del informe de la Agencia Nacional de Detectives Pinkerton compilado por entonces para el Gobierno Territorial de Hawái, utilizando técnicas de ciencia forense del siglo XXI para analizar el caso de supuesta violación. Los abogados que asistieron a la convención actuaron como jurado.
Después del testimonio de dos expertos y nuevos argumentos sobre el caso, los abogados votaron con un veredicto de "No culpable" unánime para todos los acusados. Entre otros factores decisivos se contaba con la evidencia de la defensa de que los cinco hombres acusados de la violación habían estado involucrados en actos de violencia en otro lugar de Honolulu (la casi colisión con el automóvil de los Peeples) casi en el mismo momento del presunto ataque a Massie y no hubieran sido capaces de llegar a Waikiki a tiempo de haber violado también a Massie como ella describió.
En un giro histórico coincidente, el Centro de Convenciones de Hawái donde se llevó a cabo el simulacro de juicio, se encuentra justo en el antiguo emplazamiento del Ala Wai Inn, el club en el que se iniciaron los hechos que dieron lugar al Caso Massie.

## Lecturas relacionadas
- Stannard, David (2006). Honor killing Race, rape, and Clarence Darrow's spectacular last case.[12]
- Stirling, Yates. «The Massie Case». Sea duty : the memoirs of a fighting admiral. pp. 244-271.[4]
- Van Slingerland, Peter (1966). Something Terrible Has Happened.[2]